# Славяне

Страны со славянским большинством

Славя́не, славя́нские наро́ды — группа народов, говорящих на славянских языках индоевропейской языковой семьи. Крупнейшая в Европе этноязыковая общность.
По данным археологии, этническая общность славян сложилась не позднее второй половины IV века. Первой достоверно славянской (праславянской) археологической культурой, по мнению большинства археологов, является пражско-корчакская культура V—VII веков. Славянская группа народов образовалась в процессе расселения древних славян (праслав. *slověne, ст.‑слав. словѣнє) в VII—VIII веках н. э. Возникшие в результате этого народы сохранили сознание общности, что отражено в исторических памятниках и самоназваниях ряда славянских народов.
В настоящее время славяне расселены на обширной территории Южной, Центральной и Восточной Европы и далее на восток — вплоть до Дальнего Востока России. Славянское меньшинство имеется также в государствах Западной Европы, Закавказья, Америки и Центральной Азии.
Общая численность славян — около 300 млн человек. Среди них выделяются западные славяне (поляки, силезцы, словинцы, чехи, словаки, кашубы, моравы и лужичане), восточные славяне (русские, белорусы, украинцы, русины) и южные славяне (болгары, сербы, хорваты, босняки, македонцы, словенцы, черногорцы).

## Название
Этноним славяне (церк.-слав. словѣне, бел. славяне, укр. слов'яни, болг. славяни, серб. и макед. Словени, хорв. и босн. Slaveni, словен. Slovani, пол. Słowianie, чеш. Slované, словац. Slovania, русин. Славяне, кашуб. Słowiónie, в.-луж. Słowjenjo, н.-луж. Słowjany) сохранился во всех современных славянских языках.
Этноним «славяне» как племенной закрепился в ходе этногенеза словаков (с несколько иным суффиксом), словенцев и словинцев. Этноним словене как основной, кроме этих народов, носили также ильменские словене — жители Новгородской земли.
В античных (римских и византийских) письменных памятниках название славян выглядит как «склавины» (греч. Σκλαβηνοί, лат. Sklavīnî), в арабских источниках — как сакалиба.

### Происхождение
Существуют несколько версий происхождения этнонима «славяне» (праслав. *slověne), основными из которых являются:
- от двух родственных славянских слов, восходящих к общему праиндоевропейскому корню *ḱleu̯ «молва, известность»:
  - «слово», таким образом словѣне — это «люди, говорящие „по-нашему“», в отличие от немцев — «немых», то есть «не владеющих нашим языком», «чужих»,
  - «слава», то есть славѣне — «славные»; эта форма (с -а- в корне), однако, — позднее образование, зафиксированное в славянских источниках позднего Средневековья;
- от индоевропейского слова *s-lau̯-os «народ» (с индоевропейским «подвижным s»), ср. др.-греч. λᾱός;
- от топонима, являющегося, видимо, названием реки (ср. эпитет Днепра Славутич, реки Слуя, Слава, Славница в разных славянских землях) — от пра-и.-е. *ḱlou̯ǝ- «омывать, очищать» ср. др.-греч. κλύζω «омываю», κλύζει ̇ πλημμυρεῖ, ῥέει, βρύει, κλύδων «прибой», лат. cluō «очищаю», сlоāса «канализационный сток»; этой версии отдают предпочтение некоторые лингвисты (например, М. Фасмер) в силу того, что суффиксы -ѣн(ин) и -ян(ин) встречаются только в производных от названий мест[5].

## История

### Происхождение

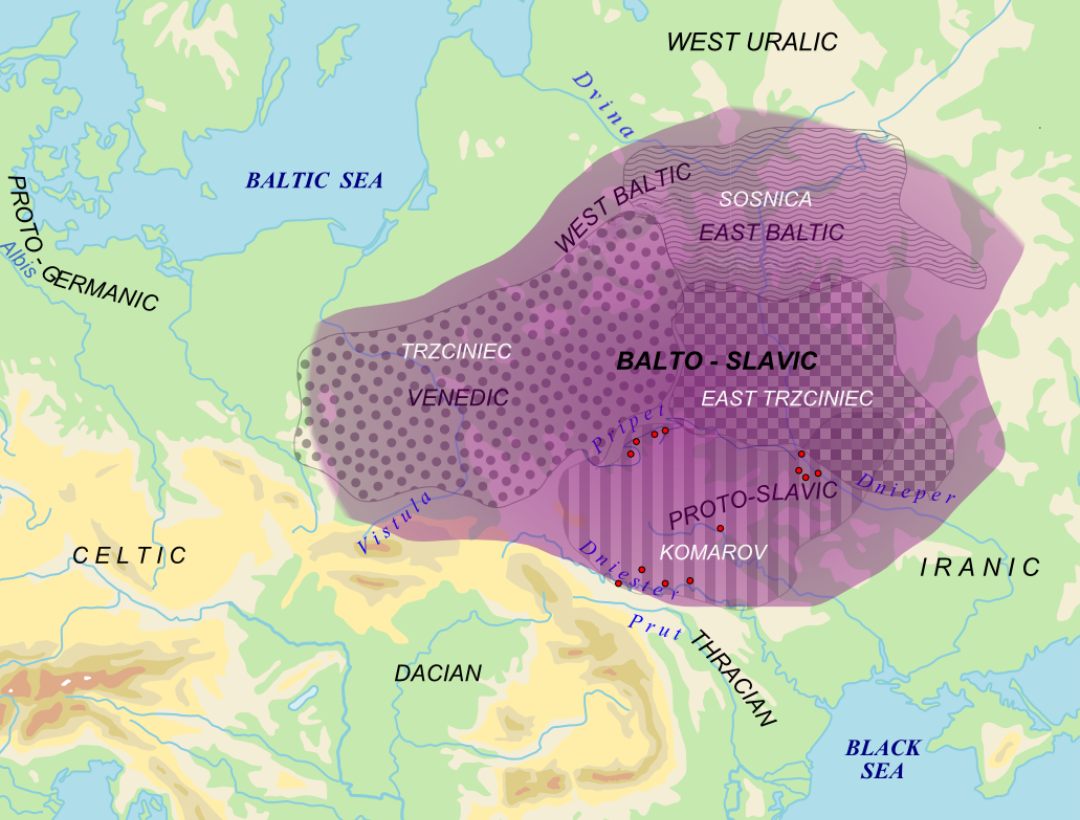
Область балто-славянского диалектного континуума (фиолетовый) с предполагаемой материальной культурой, соотносимой с носителями балто-славянского языка в бронзовом веке (белый). Красные точки — архаичные славянские гидронимы

Близость славянских языков при значительном современном ареале расселения славян и отсутствии у славян когда-либо политического единства, а также языковое сходство древнейших славянских письменных памятников (конец 1-го — начало 2-го тысячелетия) свидетельствуют об относительно компактной территории исходного проживания и позднем распаде славянской общности. Большинство исследователей, основываясь на данных исторического языкознания, письменных источников и археологии, считают, что древние славяне проживали в лесной и лесостепной зоне Центральной и Восточной Европы от реки Одер до Среднего Поднепровья и прилегающего Полесья. Учёные помещают прародину славян в пределах этой территории в Среднем Поднепровье, Полесье, Висло-Одерском регионе (польский лингвист, славист Т. Лер-Сплавиньский, Тадеуш, его последователи и др.), Северо-Восточном Прикарпатье (немецкий лингвист Ю. Удольф и др.), Среднее Подунавье (О. Н. Трубачёв) и др.

#### Письменные свидетельства

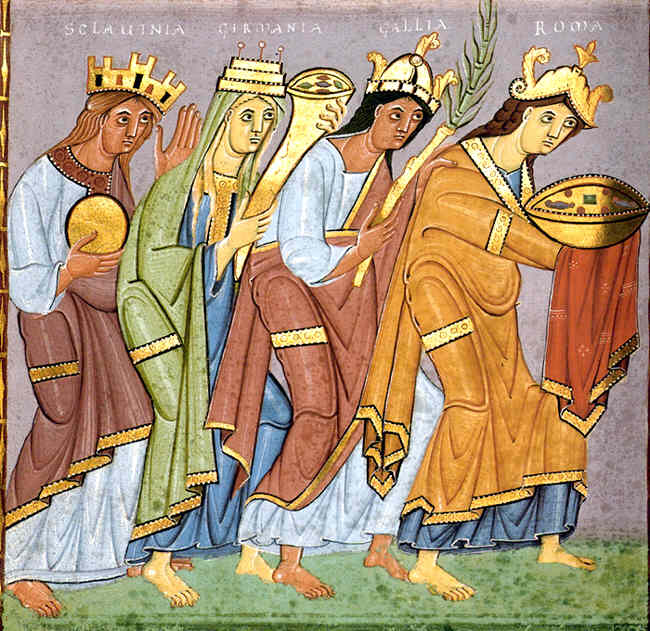
Склавиния, Германия, Галлия и Рим приносят дары императору Священной Римской империи Оттону III. Мастер школы Райхенау, Мюнхенское Евангелие Оттона III, около 1000

Наиболее ранние упоминания (Плиний Старший, Тацит, Птолемей), вероятно связанные с этногенезом славян, предположительно, относятся к венедам. Первые достоверные упоминания славян читаются в письменных источниках V—VI веков, где они названы склавины, и, предположительно, анты и венеды, в частности, в трудах византийского дипломата и историка Приска Панийского и византийского писателя Прокопия Кесарийского. Приск, в 440-х годах участвовавший в византийском посольстве к правителю гуннов Аттиле в Среднее Подунавье, приводит слова, которые имеют ближайшие соответствия в славянских языках (напр., μέδος — medъ) и/или связываются преимущественно со славянскими традициями. О склавенах, как выделившемся из венедов самостоятельном этносе, писал готский историк Иордан в первой половине VI века:
От истока реки Вистулы на огромных пространствах обитает многочисленное племя венетов. Хотя теперь их названия меняются в зависимости от различных родов и мест обитания, преимущественно они все же называются славянами (склавенами) и антами.
Отождествление венедов (венетов) античных авторов со славянами не имеет никаких иных подтверждений, кроме указаний авторов V—VI веков, и рядом учёных термин «венеды» рассматривается как этникон (наименование по месту жительства), характерный для античной историографии, а не раннее название славян.
Русские летописи, включая древнерусский летописный свод начала XII века «Повесть временных лет», помещают родину славян на среднем (Норик) и нижнем Дунае, где их впервые зафиксировали византийские письменные источники.

#### Лингвистические данные
Славянские языки имеют большое число сходств с балтскими, что объясняется происхождением славян и балтов от единой балто-славянской общности (в рамках индоевропейской) и/или длительными контактами славян и балтов. Заимствования в праславянском языке из иранских языков исследователи объясняют различными причинами: расширением на запад «скифо-сибирского мира», соседством славян с сарматами и/или народами позднескифской археологической общности. Влияние германских языков на праславянский и в обратном направлении, предположительно, было следствием экспансии некоторых германских объединений на восток. Некоторые особенности культуры и языка славян восходят к эпохе компактного проживания носителей индоевропейских языков.

#### Археологические данные

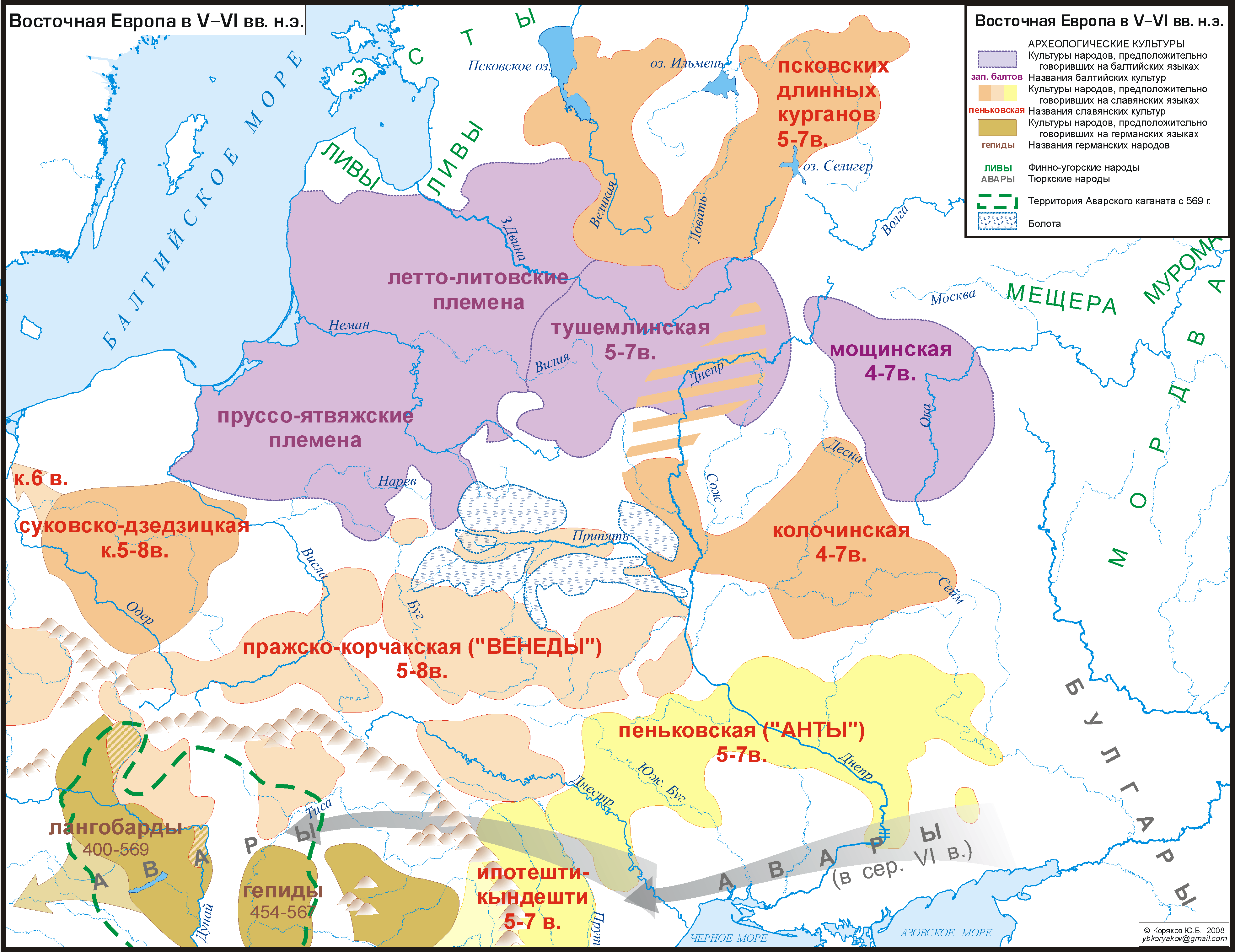
Карта балтских и славянских археологических культур V—VI веков

Преимущественно со склавинами соотносятся памятники VI—VII веков пражской культуры (включая суковско-дзедзицкий тип), ипотешти-кындештской группы и производных от них. Присутствие славян на части территории Балкан, отмеченное топонимией вплоть до Греции, археологически слабо подтверждено. С антами связывается пеньковская культура. Предположительно, с частью венедов и другими славянскими группами могут быть сопоставлены памятники V—VII веков типа верхних (поздних) слоёв тушемлинской культуры, культуры длинных курганов, колочинской культуры и др., а также некоторые памятники лесостепного Подонья (из группы Замятино — Чертовицкое, ряд пеньковских и колочинских памятников) и Поволжья (именьковская культура). Эти культуры восходят к памятникам первой половины 1-го тысячелетия киевской культуры и других групп, восходящих, в свою очередь, к традициям зарубинецкой культуры (III / II век до н. э. — II век н. э.).
К славянскому кругу ряд исследователей относят также часть носителей пшеворской культуры (II век до н. э. — IV век н. э.), памятников лимигантов, отдельные компоненты черняховской культуры (II—IV века) и др.
Первой достоверно славянской (праславянской) археологической культурой, по мнению большинства археологов, является пражско-корчакская культура, объединяющая регионы славянского мира, которые в результате распада праславянской общности стали ареалами самостоятельных славянских этнолингвистических групп — южных, западных и восточных славян. Памятники пражской культуры получили распространение на Балканах и достигли Среднего Поднепровья.

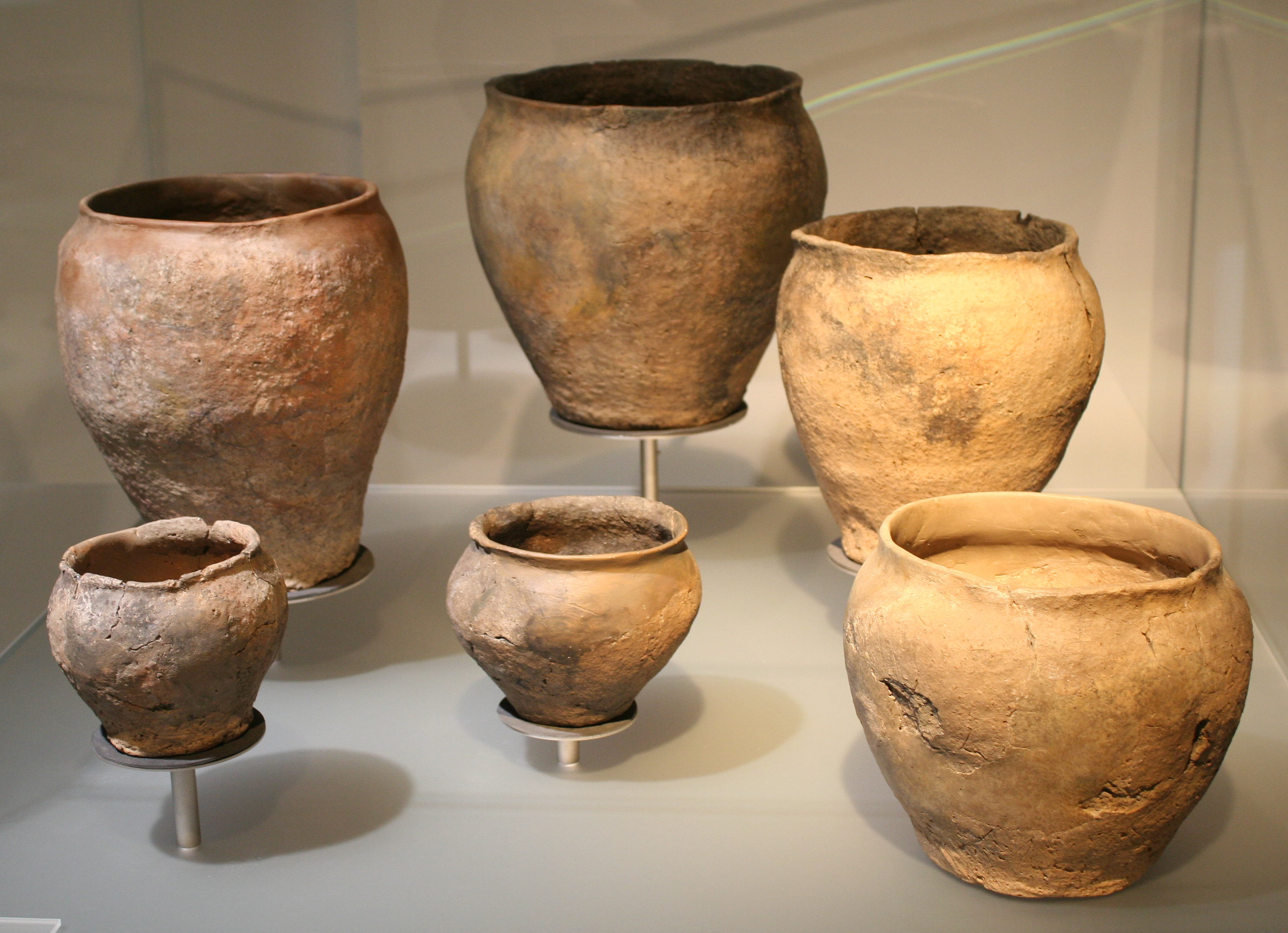
Керамика пражского типа, VI—VIII века
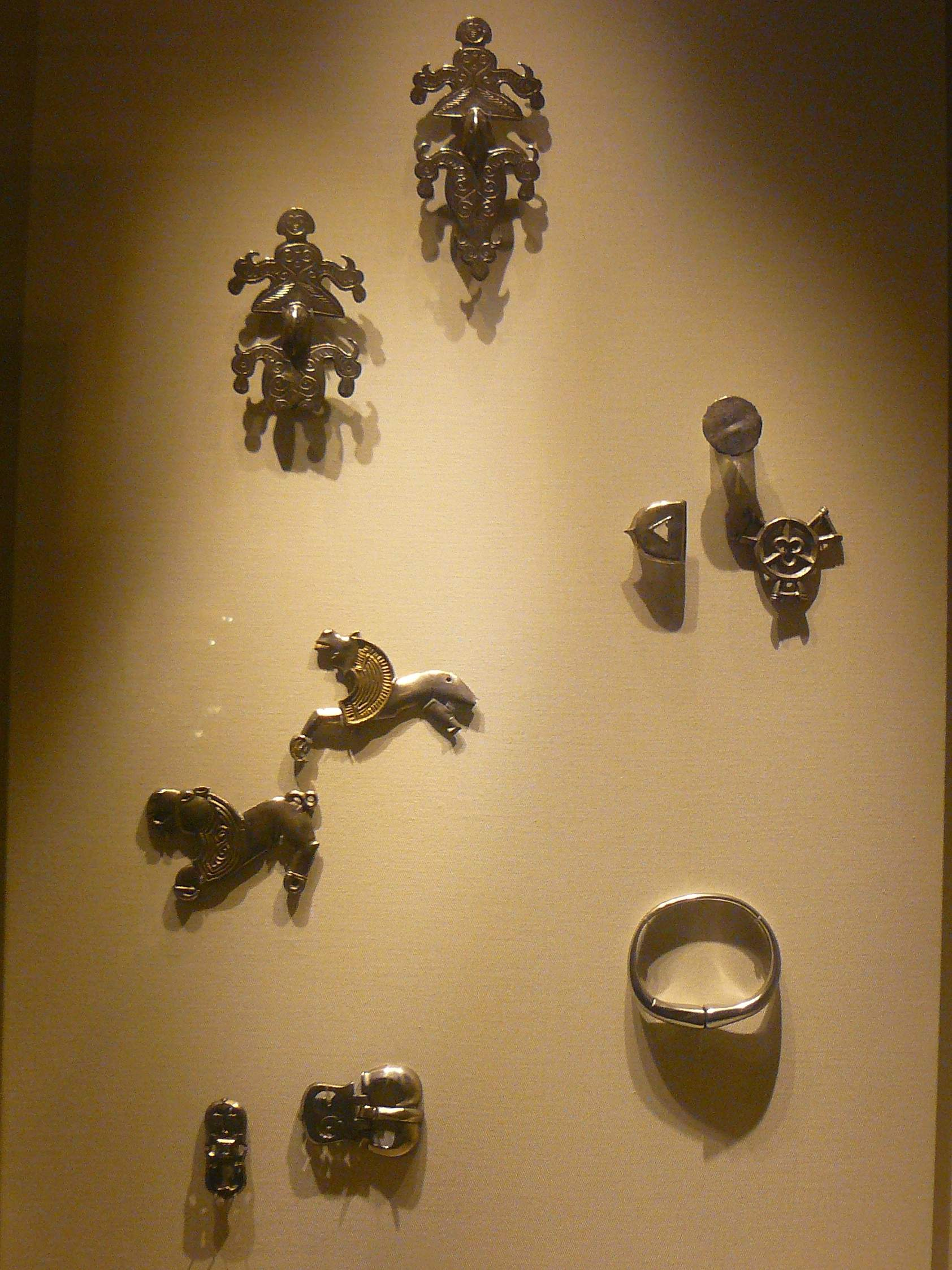
Славянские серебряные сокровища из Мартыновского клада на территории современной Украины, VI—VII века
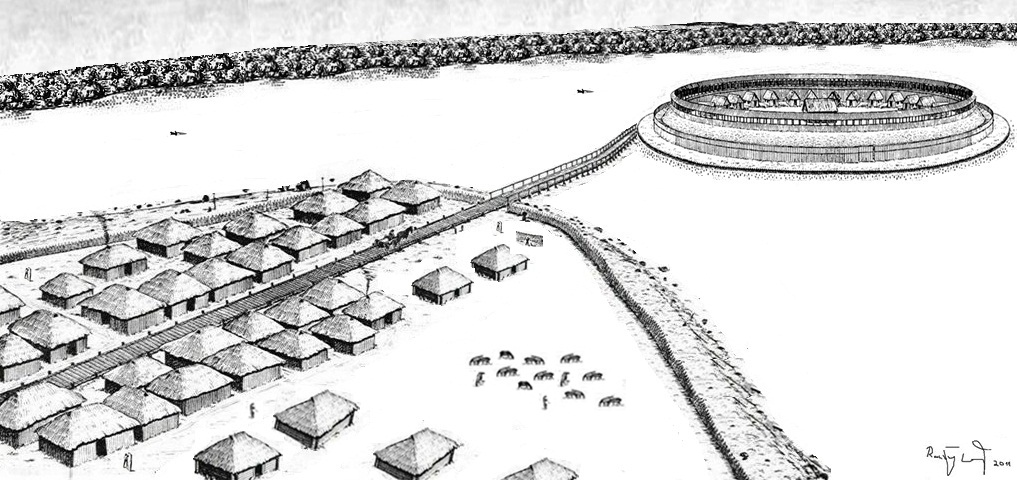
Радоним в 980 году (реконструкция), западнославянский город, существовавший в IX—X веках
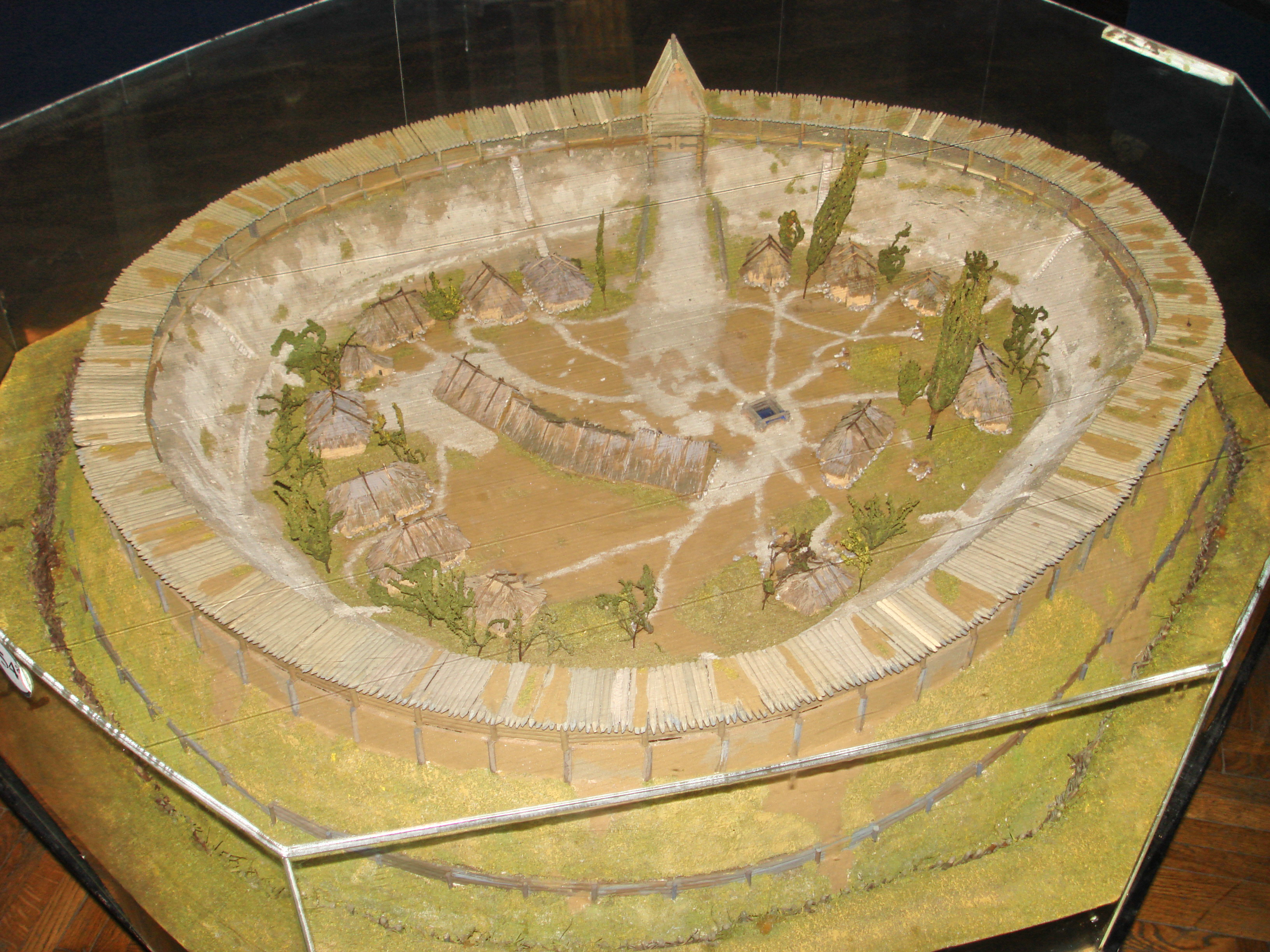
Городище тиверцев Екимауцы на территории современной Молдовы, IX век — первая половина XI века

### Расселение древних славян
К VI веку расселились в Восточной Европе и стали известны древним историкам как склавины, а также, предположительно, венеды и анты. В VI веке славянский ареал был рассечён расселившимися из Центральной Азии аварами. В VI—VIII веках происходила славянская колонизация Восточных Альп, до этого заселённых германцами и разнородным романизированным населением. К 692 году относится поход императора Юстиниана II с покорёнными им славянами на арабов. С середины VII—VIII веков усилилось присутствие и расширился ареал славян на востоке и севере (Мартыновский клад, Сахновское городище, роменско-борщёвская культура, культура новгородских сопок). К VIII веку в южной части своего ареала славяне заселили Балканы.
По мнению историка В. В. Напольских,

…мы можем вести речь не просто о носителях реконструируемого лингвистами славянского праязыка, а можем быть уверены в реальном существовании такой общности (скорее всего, что-то вроде крупного племенного союза), члены которой осознавали своё языковое и этническое единство и отличали себя от соседей, говоривших на других языках. Наличие этнического самосознания у носителей славянского праязыка зафиксировано в древнем их самоназвании словене, то есть «люди слова, люди правильной, понятной речи» — в отличие от соседей на западе, которые говорили непонятно, и потому их называли немьци, то есть «немые, не умеющие говорить». Это название [словене] фиксируется в письменных источниках уже в VI в. и сохраняется как самоназвание в разных вариантах у разных славянских групп (словенцы, словене новгородские и др.).

### Славянские племена

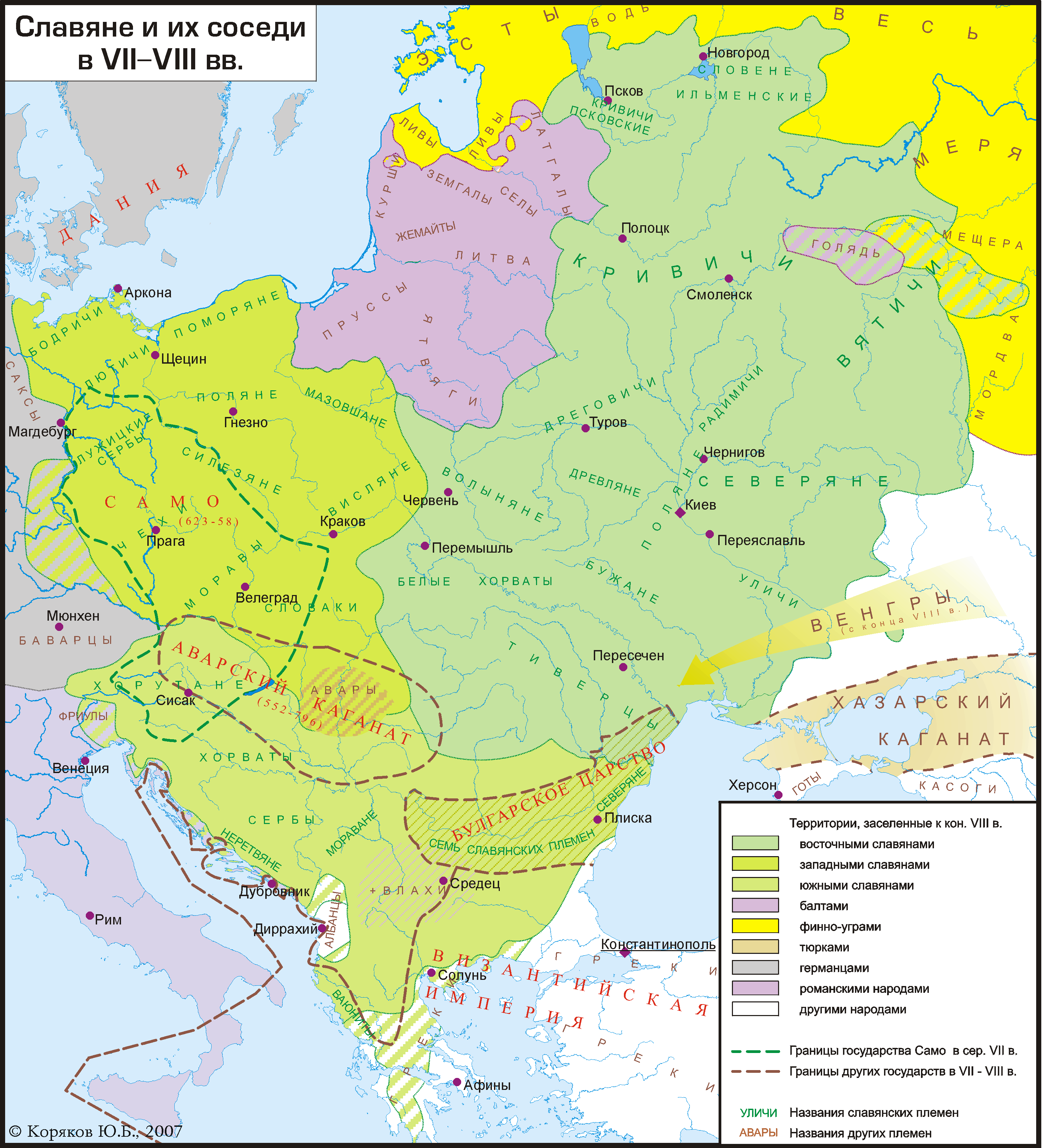
Карта расселения славян в VII—VIII веках

В источниках конца 1-го — первой половины 2-го тысячелетия н. э., отражающих также более ранние реалии, имеются сведения о многочисленных племенах славян в Центральной Европе — группы полабских славян, поморяне, западнославянские поляне, мазовшане, слензане, висляне, лендзяне, чехи, нитряне и др., в Восточной Европе — словене, кривичи, полочане, радимичи, вятичи, дулебы, белые хорваты, волыняне, дреговичи, древляне, восточнославянские поляне, северяне, уличи, тиверцы, и на Балканах — хорваты и сербы, хорутане, мораване и др.

### Государственный период

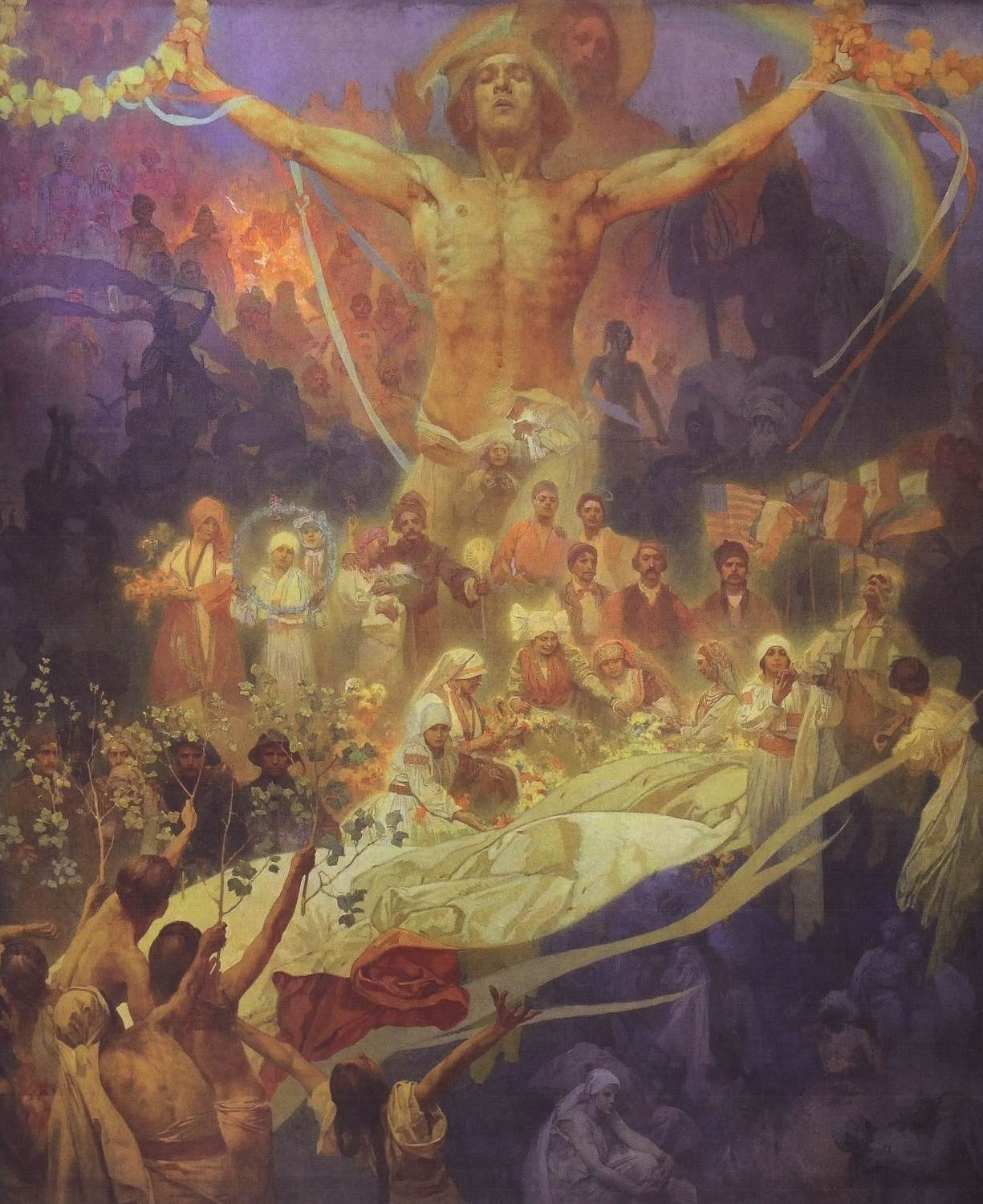
«Апофеоз истории славян»
А. Муха. 1926

В VII веке возникли первые достоверно известные славянские государственные образования: Са́мо, Карантания, несколько «славиний» (название объединений славянских племён в византийских источниках) на Балканах. Некоторые группы славян вошли в состав Аварского каганата (562—823), данническую территорию Хазарского каганата (примерно с IX века), Венгрию (около 895—1000). Позднее сформировались крупные государства, в которых славяне составляли большинство населения: Первое Болгарское царство (681—1018), Великая Моравия (822—907), Киевская Русь, государства сербов, хорватов, Пржемысловичей, Пястов и др. Образование разных славянских государств закрепило распад славянской общности.
В Средние века и позднее большая часть славян в бассейне Эльбы и отчасти Одера была ассимилирована немцами. В Западном Подунавье основную часть славян ассимлировали баварцы и австрийцы. На части территории Среднего и Нижнего Подунавья — венгры, румыны, молдаване. В юго-западной части Балкан — греки, албанцы.
В Восточной Европе славянами был ассимилирован ряд балтских и финно-угорских народов, в том числе полностью были ассимилированы голядь, меря, мещера, мурома и др.
Преимущественно на славянской основе сформировались казаки (этносословные группы). В позднее Средневековье и Новое время русские расселились на обширных территориях Евразии: на Урал, в Сибирь, на Дальний Восток вплоть до Тихого океана, на Северный Кавказ, в Среднюю Азию.
Университет Портленда и «Коалиция цветных сообществ» (США) в 2014 году опубликовали исследование, в котором славяне и славянские эмигранты в США отнесены к «цветным», или к категории угнетаемых меньшинств. Из числа «белых» авторы исследования исключили славянских эмигрантов по причине того, что они подвергаются дискриминации при получении школьного и высшего образования, медицинской страховки и при трудоустройстве.

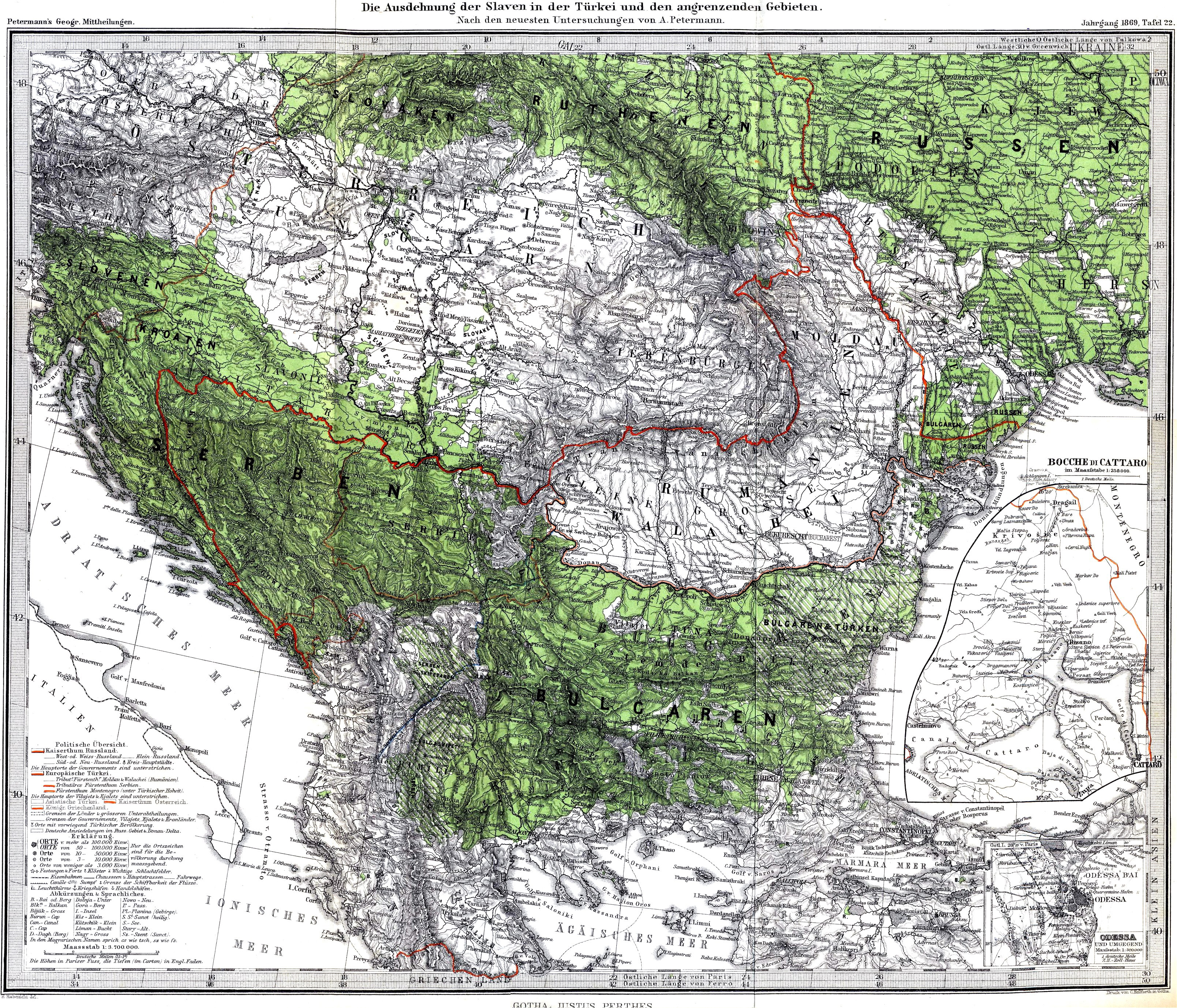
Славяне в Юго-Восточной Европе (1869)
Этно-языковая карта Австро-Венгрии и примыкающих земель (1911)
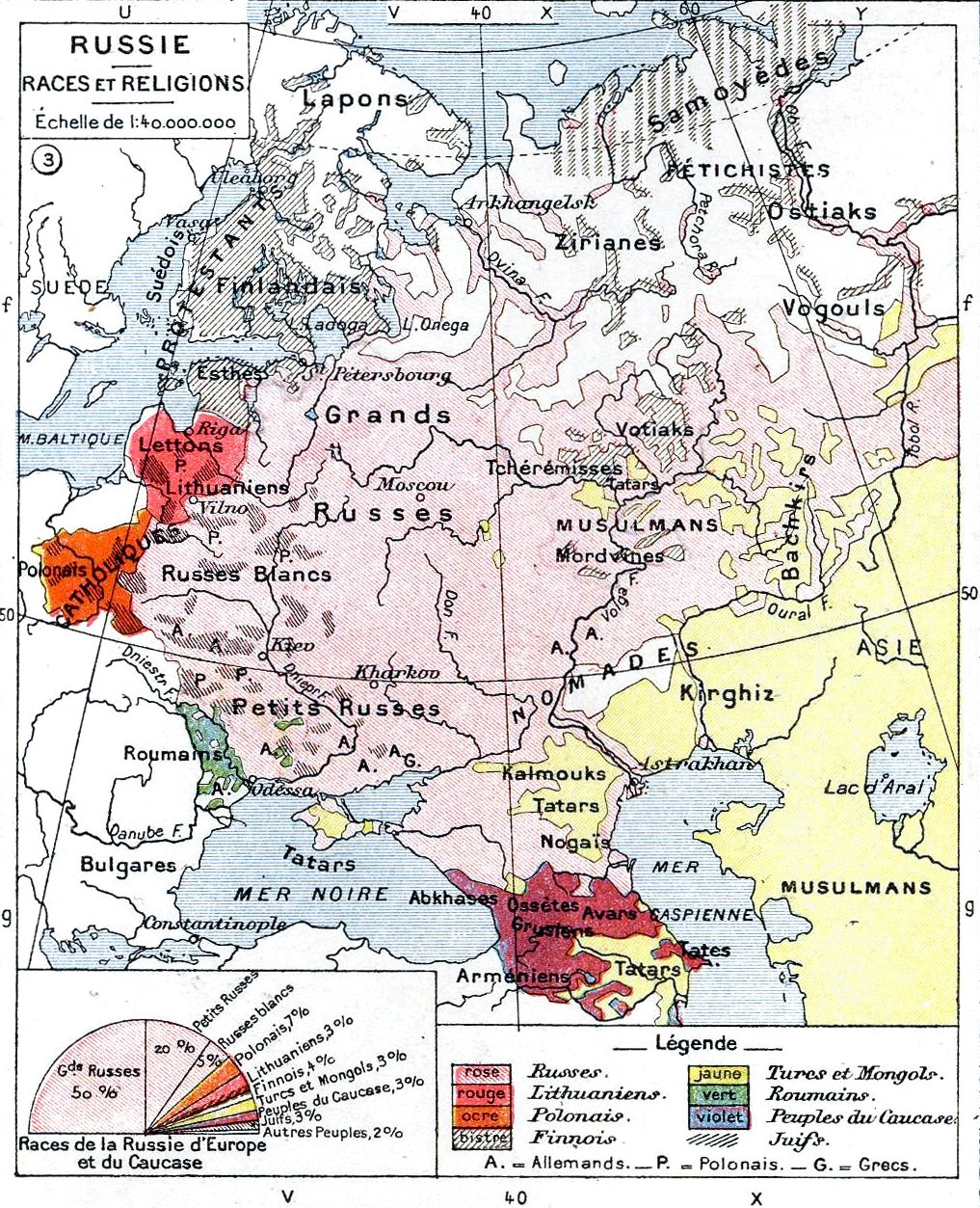
Этническая карта Европейской России (1898)
Панславянские цвета, принятые на Славянском конгрессе в Праге в 1848 году

## Языки

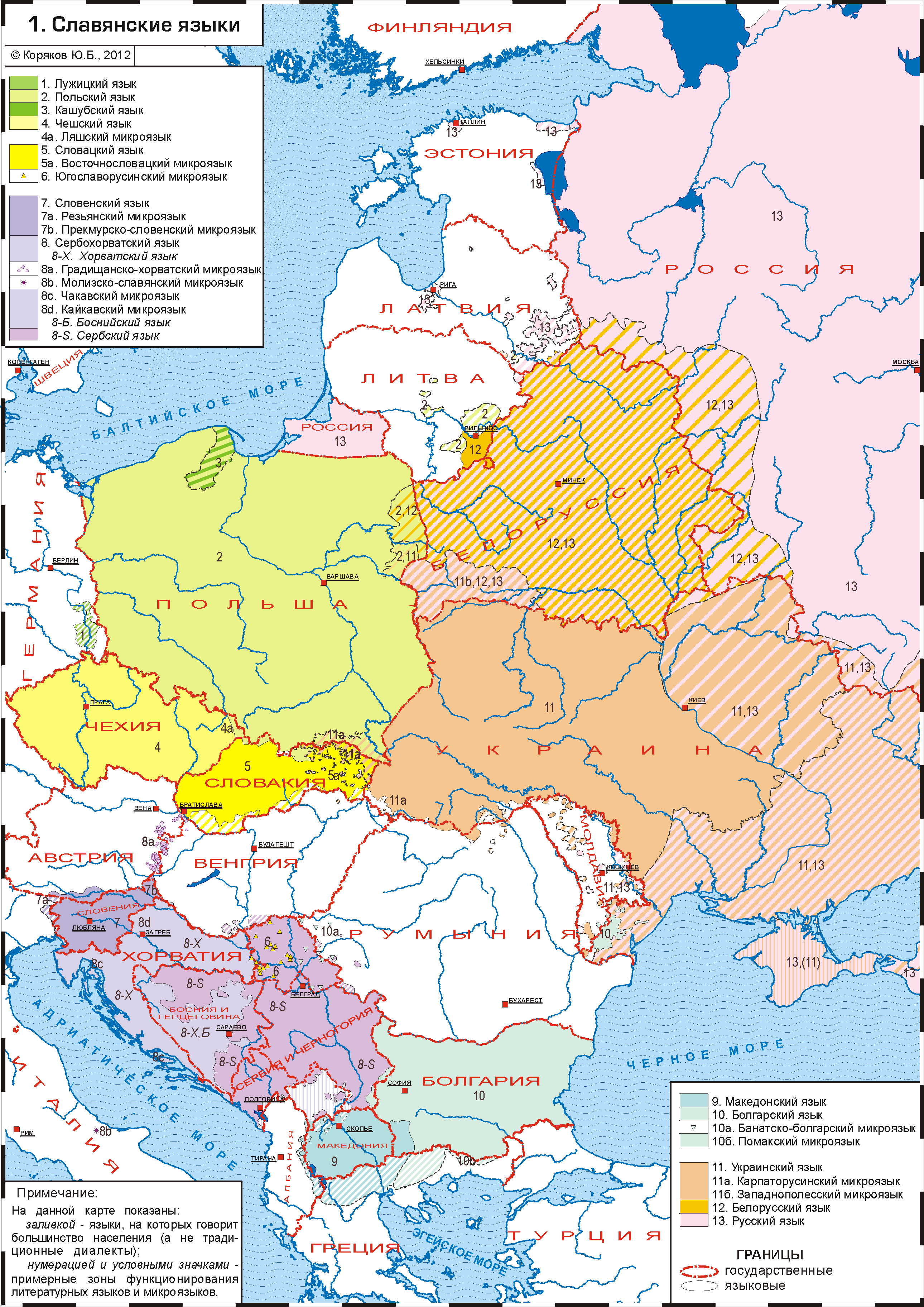
Современные славянские языки

Славянские языки представляют собой ветвь (группу) индоевропейской семьи языков. Они широко распространены в ряде стран Центральной и Восточной Европы и Северной Азии. Носители славянских языков составляют большую часть населения России, Беларуси, Украины, Болгарии, Македонии, Сербии, Черногории, Боснии и Герцеговины, Хорватии, Словении, Словакии, Чехии и Польши. Компактные группы носителей проживают в странах Центральной Азии, Молдове, странах Закавказья, Балтии и ряде других европейских стран. Отдельные группы носителей проживают в США, Канаде, Аргентине, Австралии, Израиле и др. По оценкам конца 2000-х годов, общее число говорящих на славянских языках составляло более 290 млн человек.
В пределах индоевропейской языковой семьи славянские языки имеют наибольшее число общих древних черт с балтийскими языками, поэтому учёные предполагают существование общего балтославянского этапа в развитии этих двух индоевропейских диалектных групп.
Славянские языки представлены тремя группами: западнославянские, восточнославянские и южнославянские языки.
- Современные восточнославянские языки: русский язык, украинский язык, белорусский язык и региональные карпаторусинские идиомы (русинский язык);
- западнославянские языки: чешский язык, словацкий язык, польский язык, региональный кашубский язык, лужицкий язык в Германии (серболужицкий, имеющий два литературных языка — верхнелужицкий и нижнелужицкий), южнорусинский язык в Сербии и Хорватии, а также мёртвый полабский язык;
- южнославянские языки: болгарский язык, македонский язык, словенский язык, сербскохорватский язык (или сербский, хорватский, боснийский и черногорский); к южнославянским языкам принадлежат также мёртвый старославянский язык и сохранившийся в богослужении церковнославянский язык.

Эти группы языков сложились на основе племенных диалектов праславянского языка в результате миграции славян с середины 1-го тысячелетия н. э., в особенности в западном (до бассейна реки Эльба), юго-западном (Альпы) и юго-восточном (Балканы) направлениях.

### Влияние других языков и на другие языки
Ряд заимствований в праславянском языке появился как итог его контактов с германскими, кельтскими, иранскими и другими индоевропейскими идиомами. Позднее отдельные славянские языки обогатились заимствованиями из различных языков. Германские языки влияли на славянские начиная со Средних веков. В наибольшей степени влияние оказал немецкий язык, особенно на западнославянские языки. Тюркские и другие восточные языки — в основном на южнославянские и восточнославянские языки. Финно-угорские языки — на восточнославянские языки. Новогреческий, албанский, румынский — на славянские языки балканского региона; румынский и венгерский — на славянские языки карпатского и соседних с ним регионов. Культурные контакты повлияли на заимствования в ряде славянских языков из древнегреческого, латинского, французского языков. В новейшее время все славянские языки испытывают влияние английского языка.
Влияние славянских языков на соседние языки идёт ещё с праславянского периода и представлено в основном в местной топонимике. Наиболее сильно славянское влияние на лексику прослеживается в румынском и венгерском языках. Корни некоторых праславянских металлургических терминов схожи с прагерманскими, что, возможно, обусловлено перениманием техники железоделательного искусства (прагерм. *swerð(a)- «меч», ← нем. Schwert, ср. праслав. *svьrdьlъ «сверло», прагерм. *ùhwn → нем. Ofen, ср. праслав. *vygnь «кузница»).

## Культура
Традиционная культура славян является типичной для Центральной, Восточной и Юго-Восточной Европы.

### Письменность и литература

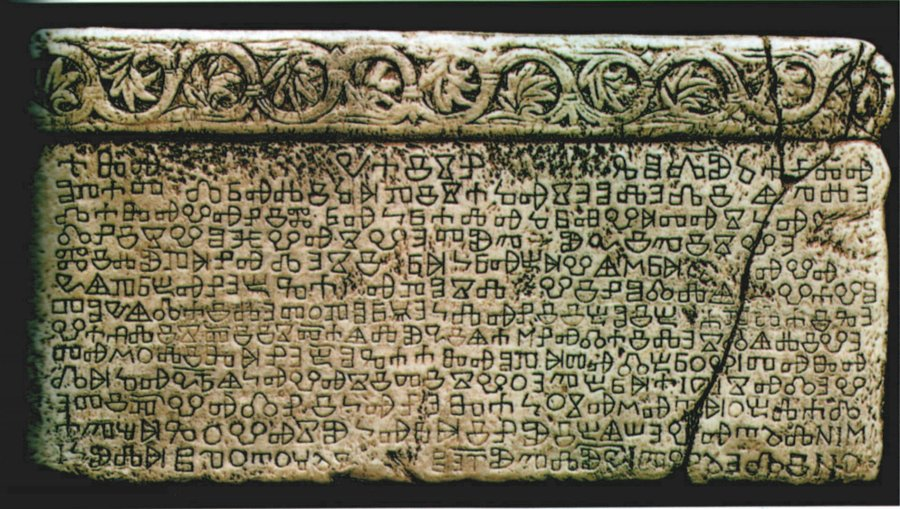
Башчанская плита, один из старейших глаголических памятников, рубеж XI и XII веков, Крк, Хорватия

Достоверно существовавших азбук у славян было три: глаголица, кириллица и латиница. В настоящее время большинство православных славянских народов используют кириллицу, а большинство католических — латиницу.
Первые памятники славянской письменности были созданы в 860-х годах. Ими стали переводы богослужебных и некоторых других текстов с греческого и иногда с латинского языков, связанные с деятельностью Кирилла и Мефодия, греков-миссионеров, для нужд христианского богослужения в Моравии создавших на базе южномакедонского диалекта особый письменный язык, в дальнейшем получивший название старославянский язык. Первым славянским алфавитом стала глаголица, применявшаяся в Моравии и Чехии до конца XI века, в Хорватии — до конца XVIII века. В X—XI веках в Восточной Болгарии глаголицу сменила кириллица, получившая распространение в Болгарии, Сербии, Боснии и на Руси.
Более поздний этап развития старославянского называется церковнославянский язык. Он использовался в качестве литературного языком православными славянами вплоть до XVIII—XIX веков. Православные славяне в период с IX века до начала Нового времени образовывали так называемую «Slavia Orthodoxa» (современный термин) — литературную общность, существовавшую в условиях единой языковой среды (церковнославянский язык, его изводы, а также близкие к ним национальные литературные языки) и обладавшую единым литературным фондом. Она имела тесную связь с византийской литературной традицией. Графические средства церковнославянского языка также использовались для записи нелитературных текстов, таких как русские берестяные грамоты (с XI века).
В X—XI веках появляются первые известные славянские письменные тексты на латинице — Фрейзингенские отрывки, которые исследователи считают старейшим памятником словенского языка. В конце XIII века возникло чешское и польское письмо на основе латиницы. В более позднее время для записи текстов на некоторых славянских языках применялась арабская графика: мусульманская письменность в Боснии, старобелорусские рукописные китабы XVI—XVII веков, записанные белорусским арабским алфавитом польско-литовскими татарами.
Современные литературные славянские языки складывались с XVIII века. Некоторые славянские народы и малочисленные этнические группы обрели современные литературные языки только в XX веке (македонский язык, языки различных групп русин и др.).

### Мифология и религия

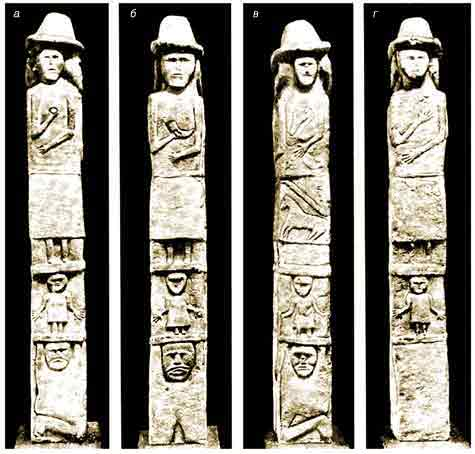
Стороны Збручского идола

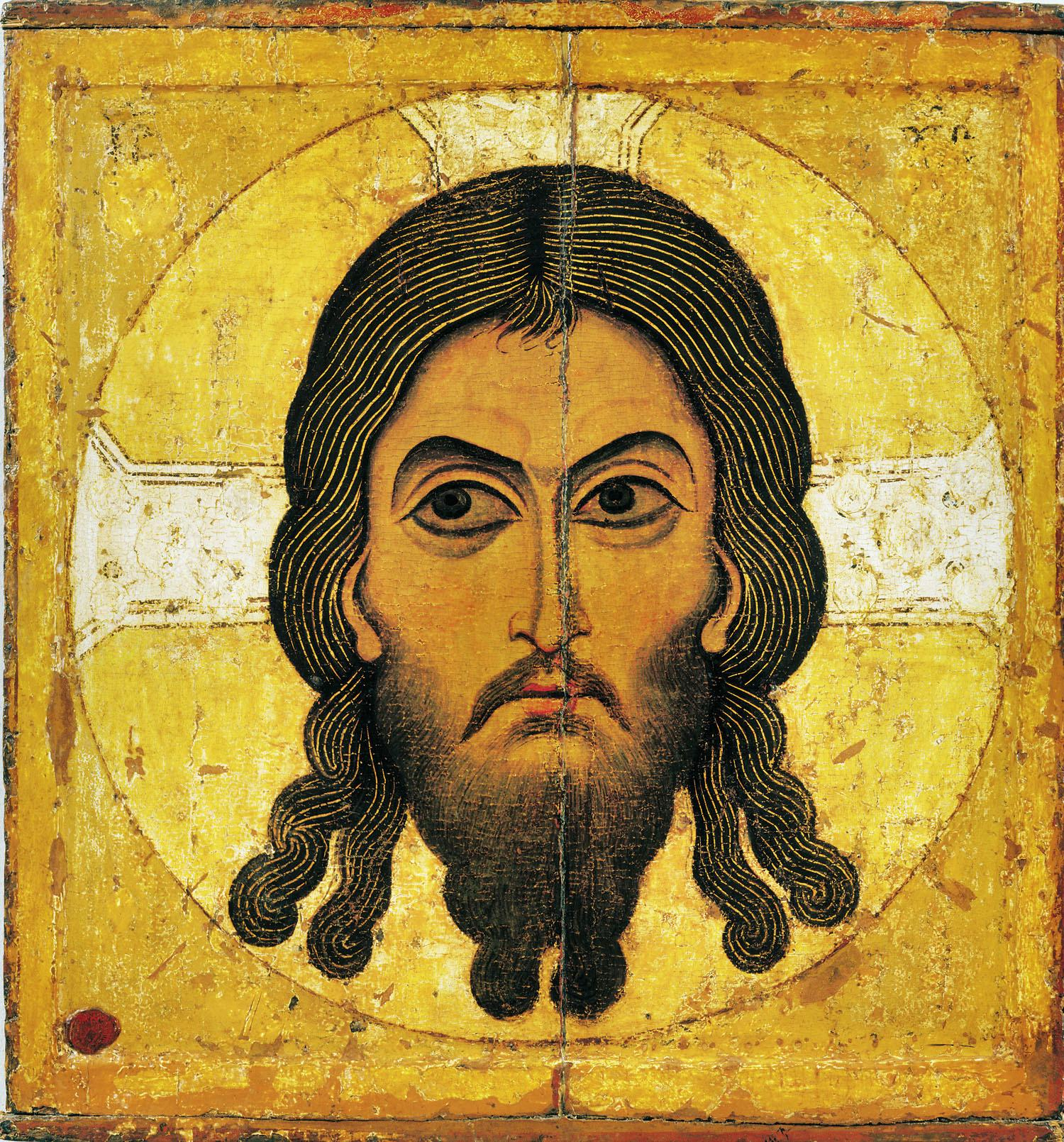
Спас Нерукотворный (новгородская икона XII века)

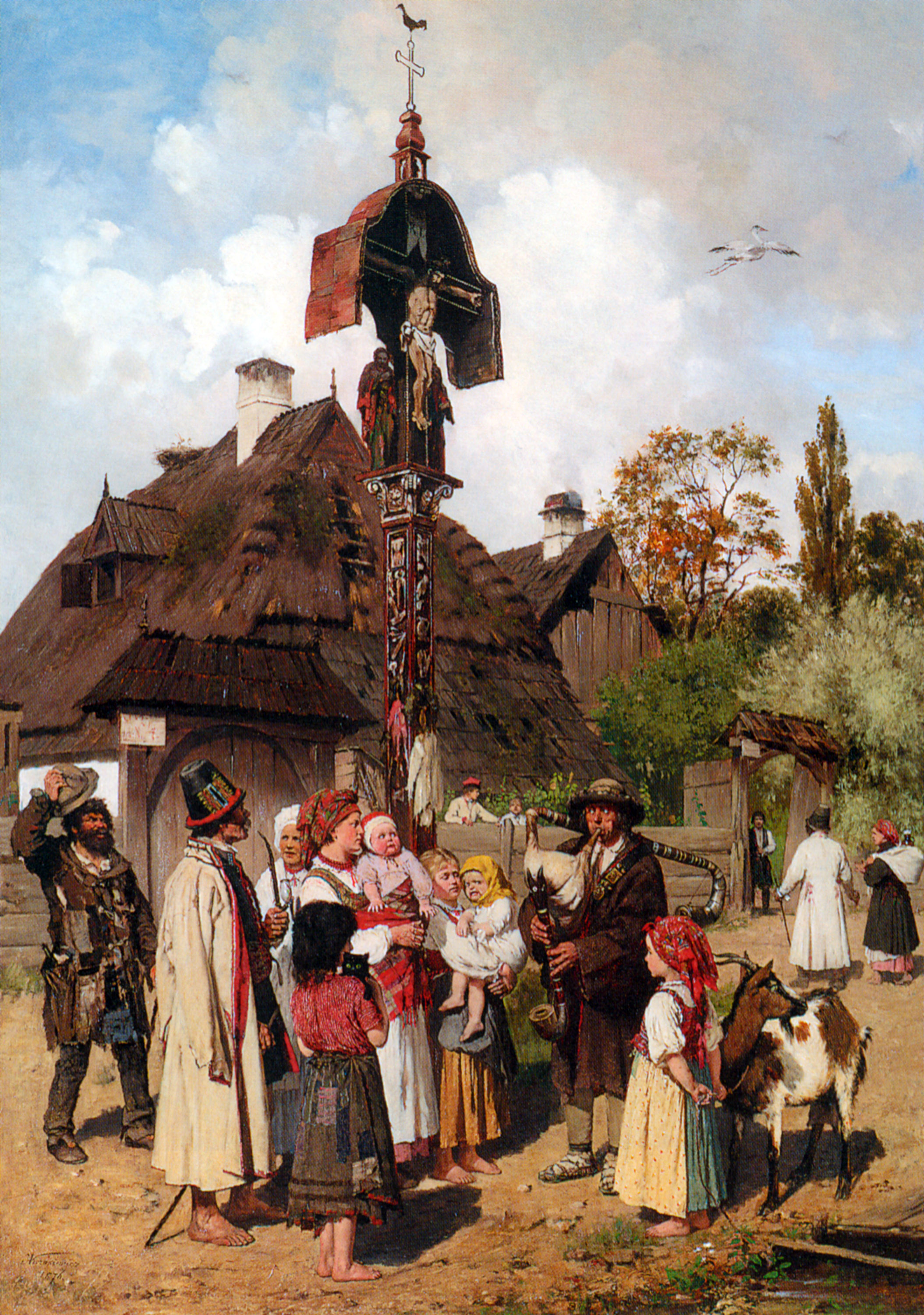
Столб-часовня в Польше (А. Козакевич, 1876)

Славянская мифология формировалась на протяжении долгого периода в процессе выделения древних славян из индоевропейской общности народов во 2-м — 1-м тысячелетии до н. э. и взаимодействия с мифологией и религией соседних народов. Поэтому в славянской мифологии имеется значительный индоевропейский пласт. Предполагается, что к нему относятся образы бога грозы и боевой дружины (Перун), бога скота и потустороннего мира (Велес), элементы образов близнечного божества (Ярило и Ярилиха, Иван-да-марья) и божества Неба-Отца (Стрибог). Также индоевропейскими по сути являются такие образы, как Мать Сыра-Земля, связанная с ней богиня ткачества и прядения (Мокошь), солнечное божество (Дажьбог), и некоторые другие. Славянские мифологические повествования не сохранились: религиозно-мифологическая целостность славян была разрушена в период их христианизации. Высшая мифология древних славян известна фрагментарно. Больше сведений имеется по низшей мифологии.
Прокопий Кесарийский (VI век) писал о жертвоприношениях верховному богу славян — громовержцу, речным духам (названным им «нимфами») и др. Русско-византийские договоры X века упоминают дружинного бога Перуна и «скотьего бога» Волоса. «Повесть временных лет» (начало XI века) под 980 годом называет несколько богов, идолы которых были поставлены в Киеве князем Владимиром Святославичем: Перун, Хорс, Дажьбог, Стрибог, Симаргл, Мокошь. Западно-европейские авторы XI—XII веков подробно описывали святилища и культы Радегаста (Сварожича) в Ретре, Святовита (Свентовита) в Арконе, Триглава в Щецине, Чернобога, святилище в Волине и др. Ряд исследователей рассматривают некоторые восточно-европейские археологические памятники как славянские языческие святилища (Перынь, комплекс близ места находки Збручского идола и др.), однако это отождествление не является бесспорным.
Между VI и X веками большая часть славян приняла христианство: восточные и юго-восточные по Византийскому обряду, а Западные и Юго-Западные по Римскому обряду.
Некоторая часть славян приняла ислам в результате Османской оккупации Балкан. Славянами-мусульманами являются помаки, торбеши, горанцы и бошняки.
Славянское язычество дошло до наших дней в «христианизированном» виде. После христианизации старые верования сохранялись в культуре славян в культе предков и веры в низших духов: домовых, леших, русалок и др. Большое число дохристианских элементов сохранялось в славянских календарных обрядах и обрядах жизненного цикла.
С XX века формируется славянское неоязычество, в той или иной степени придерживающееся псевдоисторических идей.

### Календарь
У славянских народов к позднему Средневековью сложились системы членения, счёта и регламентации годового времени, организующие обрядовый цикл (календарные обряды), хозяйственную и бытовую практику, в значительной мере верования и бытование фольклора. В структурном и генетическом отношении народные календари у славян представляют собой сложные переплетения различных моделей: распорядка христианских праздников, постов и мясоедов; календарей солнечного, лунного, вегетативного; земледельческого, скотоводческого, охотничьего, ткаческого, пчеловодческого и т. д.; свадебного и поминального, демонологического (ср. сезонность и календарную приуроченность появления мифологических персонажей), фольклорного (ср. календарные регламентации пения, загадывания загадок и т. п.). Каждая из этих моделей образует особый цикл и соотносится с особым кругом верований о природе и человеческой жизни; вместе с тем все они взаимно связаны.

## Антропологические типы
Славянские народы относятся к разным ветвям европеоидной расы. В антропологическом отношении (по морфологическим признакам) отдельные славянские народы сближаются с неславянскими народами Европы и Кавказа.

## Наука о славянах
Славистика, славяноведение — наука, изучающая языки, литературу, фольклор, историю, материальную и духовную культуру славянских народов.
Более узкая специализация в рамках славистики возможна как по традиционным дисциплинам (лингвистика, филология, этнология) так и по интердисциплинарным областям, комплексно изучающим язык, историю, литературу и культуру (в том числе — современные), одной из стран Восточной Европы (примеры — русистика, украинистика, словакистика, полонистика). При этом вне славянского ареала в славистику и её региональные разделы могут включаться также и современная история страны, изучение её экономики и политики.

## Современные характеристики
Когда-то славяне были этносом, но уже много веков славяне — это только языковая семья. Нет ни славянской расы, ни славянской религии, ни славянского политического объединения, ни специфически славянской культуры, ничего. Нет даже славянского языка — только сходство языков. Это всё, что объединяет славян. И идея о том, что когда-то они были единым народом.— Клейн Л. С.

### Современные группы и народы

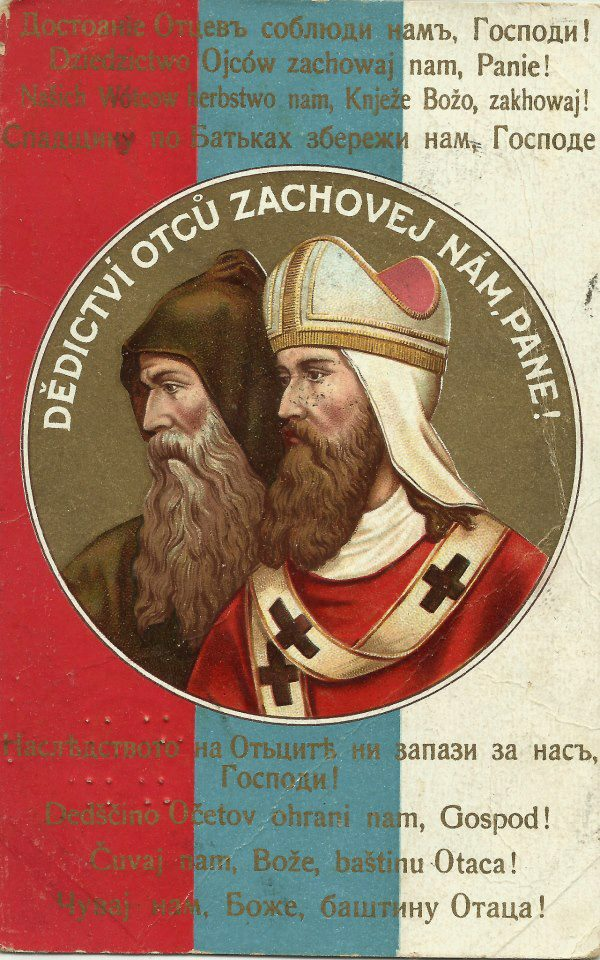
Почтовая карточка с изображением Кирилла и Мефодия с надписью «Достояние отцов соблюди нам, Господи!» на девяти языках (чешском, русском, польском, лужицком, украинском, болгарском, словенском, хорватском и сербском)

#### Восточные
- Русские (самоназвание — русские, единственное число — русский, название языка — русский язык)
  - Сибиряки

- Водлозёры
- Выгозёры
- Двиняне
  - Кокшары (бассейн реки Кокшеньга)
- Заонежане
- Поморы

- Донские, терские казаки
- Кацкари (искусственная)
- Мещёра (мещеряки)
- Однодворцы
  - Новосильские казаки
  - Талагаи
- Полехи
- Саяны (исчезнувшая)
- Севрюки (исчезнувшая)
- Сицкари (исчезнувшая)
- Скобари
- Цуканы

- Камчадалы
- Гураны
- Затундренные крестьяне
- Карымы
- Колымчане
- Марковцы
- Русскоустьинцы
- Семейские
- Чалдоны
- Якутяне

- Донские казаки
- Однодворцы
  - Новосильские казаки
- Терские казаки
- Семиреченские казаки — в Восточном Казахстане и северном Кыргызстане

- Липоване — в Румынии
- Некрасовцы — в Турции (до 50-х годов);
- Русские старожилы — в Русской Америке
- Русские в Китае
  - Албазинцы
- Семиреченские казаки — в Восточном Казахстане и северном Кыргызстане

- Духоборы
- Каменщики (бухтарминцы)
- Кержаки
- Липоване
- Молокане
- Поляки
- Семейские
- Субботники (по происхождению)

- Украинцы (самоназвание — українці, единственное число — українець, название языка — українська мова)

- Донские казаки
- Однодворцы
  - Новосильские казаки
- Терские казаки
- Семиреченские казаки — в Восточном Казахстане и северном Кыргызстане

- - Русины

- долиняне
- бойки
- лемки
- гуцулы
- верховинцы

- Белорусы (самоназвание — беларусы, единственное число — беларус, название языка — беларуская мова)

#### Западные
- Поляки (самоназвание — polacy, единственное число — polak, название языка — język polski, polszczyzna)
  - Мазуры
  - Гурали
- Чехи (самоназвание — češi, единственное число — čech, название языка — český jazyk, čeština)
  - Моравы
  - Силезцы
- Словаки (самоназвание — slováci, единственное число — slovák, slovenský, название языка — slovenský jazyk, slovenčina)
- Лужичане (самоназвание — serby, serbja, единственное число — serb, названия языков — dolnoserbska rěc, hornjoserbska rěč)
  - Верхнелужицкий язык
  - Нижнелужицкий язык
- Кашубы (самоназвание — kaszëbi, единственное число — kaszëb, название языка — kaszëbsczi jãzëk)
- Силезцы (самоназвание — ślůnzoki, единственное число — ślůnzok, название языка — język śląski)
  - Чередцкие гурали
  - Ляхи
  - Ополяне
  - и другие…

#### Южные
- Болгары (самоназвание — българи, единственное число — българин, название языка — български език)
  - Банатские болгары
  - Бессарабские болгары
  - Помаки
- Босняки (самоназвание — bošnjaci, единственное число — bošnjak, название языка — bosanski jezik, srpskohrvatski jezik)
- Македонцы (самоназвание — македонци, единственное число — македонец, название языка — македонски јазик)
  - Торбеши
- Сербы (самоназвание — срби, единственное число — србин, название языка — српски језик)
  - Захумляне
  - Горане
  - Подгоряне
- Хорваты (самоназвание — hrvati, единственное число — hrvat, название языка — hrvatski jezik)
- Словенцы (самоназвание — slovenci, единственное число — slovenec, название языка — slovenski jezik, slovenščina)
- Черногорцы (самоназвание — црногорци, единственное число — црногорац, название языка — црногорски језик)

#### Славянские группы со спорным статусом
- Буневцы
- Горанцы
- Моравы
- Полещуки
- Русины
- Славяне-мусульмане
- Славяне в Греции
- Чехословаки
- Югославы
- Казаки
- Поморы
- Чалдоны

### Генетика

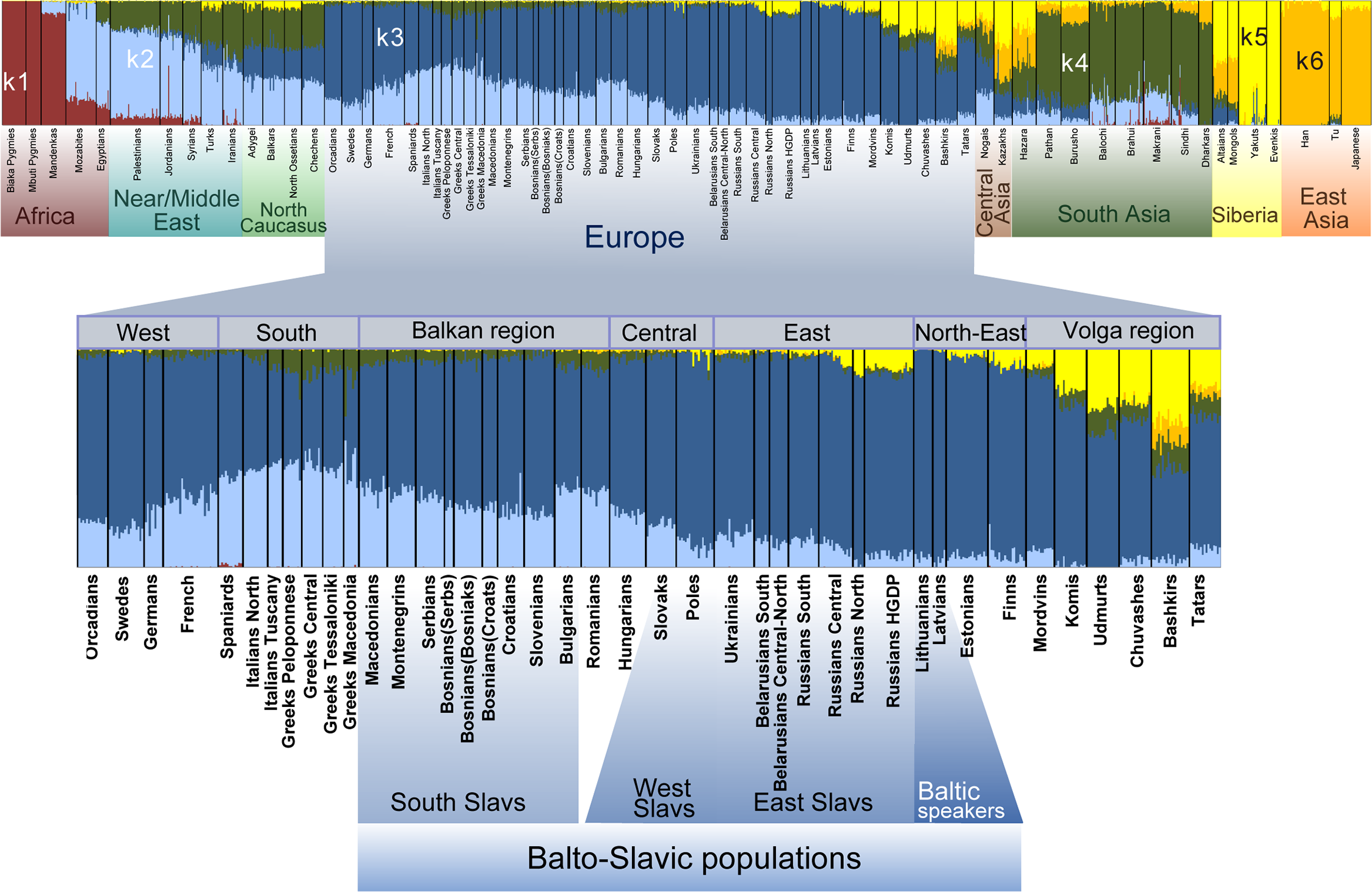
Генетические компоненты в балтославянских популяциях — ADMIXTURE анализ (K=6)

По данным Y-хромосомы, мтДНК и аутосомному маркеру CCR5de132 генофонд восточных и западных славян (словаков и чехов) практически неразличим, что согласуется и с лингвистической близостью славянских языков, демонстрируя значительные отличия от соседних финно-угорских, тюркских и северокавказских народов на всём протяжении с запада на восток; такая генетическая однородность несколько необычна для генетики с учётом столь широкого расселения популяций. Вместе они составляют основу «восточноевропейского» генетического кластера, в который входят также иноязычные венгры и аромуны.
По данным о Y-хромосоме и мтДНК, поляки и северные русские среди восточных и западных славян относятся к другому, «североевропейскому» генетическому кластеру вместе с балтами, германскими и прибалтийско-финскими народами.
Южные славяне, географически отстоящие от других славян, по данным Y-хромосомы, генетически неродственны остальным славянам и представляют варианты балканского генофонда.
По данным об аутосомной ДНК, беларусы, украинцы и русские юга (Белгородская область) и центра (Тверская область) формируют выраженный кластер. Русские севера (Вологодская область) отличаются от прочих восточных славян и смещены в сторону финнов. Западные славяне больше отличаются друг от друга, чем восточные. Чехи и в меньшей степени словаки смещены в сторону немцев и других западных европейцев, а поляки либо пересекаются с восточными славянами, либо смещены в их сторону. Большинство южных славян отстоит от других балтославянских популяций и формирует отдельную группу, которая подразделяется на западные и восточные регионы Балкан. В западные входят словенцы, хорваты и босняки. В восточные — болгары и македонцы. Сербы расположены посередине. К восточным славянам смещены литовцы, латыши, эстонцы и мордвины. У северных русских также более выражен «сибирский\волжский» компонент, чем у прочих восточных и западных славян — у южных он отсутствует. Идентичные сегменты аутосомной ДНК восточных и западных славян с одной стороны и южных с другой говорят об умеренном потоке генов между двумя группами.

### Численность

Тёмно-зелёный — страны со славянским большинством. Светло-зелёный — страны со славянским населением более 10 %

| Народ      | Основные страны проживания (больше 10 % общей численности народа) | Оценочная численность в мире |
| ---------- | ----------------------------------------------------------------- | ---------------------------- |
| Русские    | Россия, Украина Казахстан                                         | 129 000 000                  |
| Поляки     | Польша, США, Германия                                             | 57 393 000                   |
| Украинцы   | Украина                                                           | 46 700 000                   |
| Сербы      | Сербия, Босния и Герцеговина, Германия                            | 12 000 000                   |
| Чехи       | Чехия, США                                                        | 12 000 000                   |
| Белорусы   | Беларусь                                                          | 10 000 000                   |
| Болгары    | Болгария                                                          | 9 000 000                    |
| Хорваты    | Хорватия, Босния и Герцеговина, Аргентина                         | 8 000 000                    |
| Словаки    | Словакия, США                                                     | 5 401 000                    |
| Босняки    | Босния и Герцеговина, Германия                                    | 2 800 000                    |
| Словенцы   | Словения, США                                                     | 2 500 000                    |
| Македонцы  | Северная Македония, Австралия                                     | 2 200 000                    |
| Черногорцы | Черногория, Сербия, Аргентина                                     | 400 000—500 000              |
| Лужичане   | Германия                                                          | около 60 000                 |